# Chris Willis
Chris Willis, geboren als Christopher Willis (Dayton (Ohio), 26 februari 1969) is een Amerikaans zanger. Hij begon als gospelzanger maar werd internationaal bekend vanwege zijn samenwerking met house-dj David Guetta.
Willis was allereerst te horen op het pop-klassiek-album Handel's Messiah – A Soulful Celebration uit 1993, waarop hij een eigentijdse versie van "Every Valley Shall Be Exalted" zong. In de jaren 90 toerde hij als achtergrondzanger voor de christelijke muzikante Twila Paris. In 1996 verscheen zijn debuutalbum, dat zijn eigen naam droeg, waarop hij acht van de elf nummers zelf had geschreven of aan het schrijven ervan had meegewerkt. Het werd genomineerd voor Best R&B Album op de Nashville Music Awards van 1996. In hetzelfde jaar verzorgde hij het voorprogramma van Mark Lowry tijdens diens tour en was hij een van de zangers die meededen aan de muzikale showcase Emmanuel, een Amerikaanse tour samengesteld door producer Norman Miller. Het bij de tour behorende album won een GMA Dove Award in 1998.
Nadat hij tijdens een vakantie in Parijs David Guetta had ontmoet, schreef Willis mee aan Guetta's debuutalbum Just a Little More Love en verzorgde hij het grootste gedeelte van de vocalen op dat album. Ook op de latere albums van Guetta is Willis te horen.
Willis woont in Atlanta, Georgia.

## Discografie

### Singles
| Single met eventuele hitnotering(en) in de Nederlandse Top 40 | Datum van verschijnen | Datum van binnenkomst | Hoogste positie | Aantal weken | Opmerkingen                                                                        |
| ------------------------------------------------------------- | --------------------- | --------------------- | --------------- | ------------ | ---------------------------------------------------------------------------------- |
| Love, Don't Let Me Go                                         | 2002                  | 03-08-2002            | 19              | 8            | met David Guetta / Nr. 37 in de Single Top 100 / Dancesmash op Radio 538           |
| Just a little more love                                       | 2001                  | 23-11-2002            | 38              | 2            | met David Guetta / Nr. 80 in de Single Top 100                                     |
| Love is gone                                                  | 2007                  | 21-07-2007            | 14              | 12           | met David Guetta / Nr. 10 in de Single Top 100                                     |
| Tomorrow can wait                                             | 2008                  | 02-08-2008            | 21              | 9            | met David Guetta & Tocadisco / Nr. 35 in de Single Top 100                         |
| Everytime we touch                                            | 2009                  | 31-01-2009            | 19              | 6            | met David Guetta, Steve Angello & Sebastian Ingrosso / Nr. 46 in de Single Top 100 |
| Gettin' over you                                              | 2010                  | 19-06-2010            | 21              | 5            | met David Guetta, Fergie & LMFAO / Nr. 31 in de Single Top 100                     |
| Louder (Put your hands up)                                    | 2010                  | 18-12-2010            | tip4            | -            |                                                                                    |
| Too much in love                                              | 2012                  | 31-03-2012            | tip11           | -            |                                                                                    |
| Would I lie to you                                            | 2016                  | 08-10-2016            | tip9            | -            | met David Guetta & Cedric Gervais                                                  |

| Single met hitnotering(en) in de Vlaamse Ultratop 50 | Datum van verschijnen | Datum van binnenkomst | Hoogste positie | Aantal weken | Opmerkingen                                          |
| ---------------------------------------------------- | --------------------- | --------------------- | --------------- | ------------ | ---------------------------------------------------- |
| Love, don't let me go                                | 2002                  | 29-06-2002            | 10              | 12           | met David Guetta                                     |
| Just a little more love                              | 2002                  | 26-10-2002            | 29              | 4            | met David Guetta                                     |
| People come, people go                               | 2003                  | 12-04-2003            | tip7            | -            | met David Guetta                                     |
| Stay                                                 | 2004                  | 25-09-2004            | tip10           | -            | met David Guetta                                     |
| Love is gone                                         | 2007                  | 21-07-2007            | 21              | 13           | met David Guetta                                     |
| Tomorrow can wait                                    | 2008                  | 16-08-2008            | 44              | 3            | met David Guetta & Tocadisco                         |
| Everytime we touch                                   | 2008                  | 03-01-2009            | tip12           | -            | met David Guetta, Steve Angello & Sebastian Ingrosso |
| Gettin' over you                                     | 2010                  | 24-04-2010            | 18              | 19           | met David Guetta, Fergie & LMFAO                     |
| Louder (Put your hands up)                           | 2010                  | 29-01-2011            | 27              | 4            |                                                      |

- Bibsys: 13023426
- Bibliothèque nationale de France: cb14239448z (data)
- Gemeinsame Normdatei: 135240212
- International Standard Name Identifier: 0000 0000 6657 9490
- Library of Congress Control Number: n2003078088
- MusicBrainz: 9871f931-c64a-4c09-b090-d1ce25b2c073
- Nationale Bibliotheek van Tsjechië: xx0206232
- Système universitaire de documentation: 160960207
- Virtual International Authority File: 10145971382632330325